# Київський шовковий комбінат
Ки́ївський шовко́вий комбіна́т — підприємство шовкової промисловості України, що спеціалізується на випуску тканин із натурального шовку, єдине підприємство в країні, що виробляє натуральний шовк. Розташоване у Києві, за адресою: Кирилівська вулиця, № 60. 

## Історія
Комбінат заснований у 1946 році на базі ватноткацької фабрики, зруйнованої в роки німецько-радянської війни. 1947 року одержав перший шовк-сирець і тканини (в основному полотно, поплін). Підприємство було оснащене технічно застарілим, напівеханічним обладнанням. До складу комбінату на той час входили три основні цехи: кокономотальний, ткацький і фарбувально-оздоблювальний.
Протягом 1949—1950 років проведено реконструкцію підприємства, внаслідок чого збільшено потужність кокононамотувального виробництва. З введенням в експлуатацію кокононамутуваньно-котушковиш агрегатів почався випуск шовку-сирцю на твердих паковках-котушках. У 1958—1961 роках здійснено автоматизацію процесу намотування коконів з повною заміною морально і технічно застарілого напівмеханічного устаткування вітчизняним автоматичним устаткуванням. Механізовано процес набивання тканин із застосуванням плоскодрукувальних машин. Був впроваджений метод оздоблювання тканин растровим та акварельним друкуванням. Тканини оздоблювали високохудожніми малюнками, стійкими, активними барвниками.
За часів СРСР комбінат мав дитячі ясла і садок, базу відпочинку на Десні.
28 липня 1994 року підпиємство було приватизоване і стало Приватним акціонерним товариством «Київський шовковий комбінат».

## Продукція
Перша продукція: шовкові натуральні тканини (в основному набивні платтяні — крепдешини, «Троянда», «Світанок», «Рита» та інші). Понад 90 % тканини вироблялося з натуральної шовкової сировини і близько 10 % з додаванням хімічних волокон. У 1950 році виготовлено 402 тисяч метрів шовкових тканин, в 1960 році — 936 тисяч метрів, у 1968 році — 1,1 мільйонів метрів, у 1978 році — 2,3 мільйонів метрів тканини.
Продукція комбінату неодноразово була серед перших на виставках у Парижі, експонувалася також у Нью-Йорку, Бейруті, Алжирі, Пловдиві, Лейпцигу, Брюсселі, неодноразово відзначена призами та медалями.